# 산청 평지리 은행나무
산청 평지리 은행나무(山淸 坪地里 은행나무)는 대한민국 경상남도 산청군 신등면 평지리에 있는 은행나무이다. 1991년 12월 23일 경상남도의 기념물 제115호로 지정되었다.

## 개요
은행나무는 살아 있는 화석이라 할 만큼 오래된 나무로 우리나라, 일본, 중국 등지에 분포하고 있다. 우리나라에는 중국에서 유교와 불교가 전해질 때 같이 들어온 것으로 전해지고 있다. 가을 단풍이 매우 아름답고 병충해가 없으며 넓고 짙은 그늘을 제공한다는 장점이 있어 정자나무 또는 가로수로도 많이 심는다.
산청 평지리의 은행나무는 나이가 500년 정도로 추정되며, 높이 18m, 둘레가 4.25m이다. 열매는 타원형인 반면에 씨는 둥근 점과, 나뭇가지가 뻗어있는 선이 다른 은행나무보다 둔한 점이 특징적이다.
원래 이 은행나무는 마을 앞산에 있었는데, 조선초 두문동 72현(賢) 중의 한 사람인 김후가 이곳에 와서 마음과 행실을 바르게 하도록 심신을 닦던 중에 계시를 받아 마을 안 개울가에 나무를 옮겨 심었다고 한다. 나무를 옮겨 심은 후 마을이 태평하고 번창하게 되어 마을 사람들은 은행나무를 신성시여기며 보호하고 있다.

## 참고 자료
- 산청 평지리 은행나무 - 국가유산청 국가유산포털